# 연무동
연무동(鍊武洞)은 경기도 수원시 장안구의 법정동이다. 장안구 동북쪽에 위치해 있으며, 서쪽으로 파장동, 조원동, 영화동과 경계를 접하고 있다.

## 개요
연무동은 1949년 8월 15일 수원읍 지역이 수원부(수원시)로 승격되면서, 이 지역은 “연무동”으로 명칭이 바뀌게 되었다. ‘연무’(鍊武)라는 명칭은 이 지역 인근에 동장대가 있고, 이 곳에서 군사 훈련과 무술 연마를 하던 곳이었기 때문에 지어진 이름이다. 이후 1963년 1월 1일 법률 제1175호에 의하여, 이 지역은 상광교리와 하광교리가 연무동 관할 지역이 된다.
1899년 발간된 《수원군읍지》에는 ‘지소동’(紙所洞)으로 표기되어 있다. 이 지역은 1914년 4월 1일 일제의 행정 구역 통폐합 때 일형면 관할이 되었다. 1936년 10월 1일 조선 총독부령 제94호에 의하여 지소리가 수원읍으로 편입되어 "지소정(紙所町)"이라는 일본식 명칭으로 변경되었다.

## 법정동
- 연무동
- 상광교동 (上光敎洞)
- 하광교동 (下光敎洞)

## 교육

### 수원시장안구사립대학교
- 성균관대학교 자연과학캠퍼스

### 수원시장안구사립전문대학
- 동남보건대학교

## 치안
- 경기도남부경찰청

## 교통
- 경수산업도로